# Chocianowiczki
Chocianowiczki – dawna podłódzka wieś, od 1946 w granicach Łodzi i dzielnicy Górna. Administracyjnie teren ten wraz z Chocianowicami, Charzewem i Łaskowicami tworzy osiedle Nad Nerem.
Dawna wieś Chocianowiczki obejmuje obszar współczesnych ulic Prądzyńskiego i Dubois, pomiędzy ulicą Pilską, a Bionanoparkiem. Dawniej prowadziła tam droga z Charzewa. Obecnie teren ten nie ma swojej nazwy. Tuż na zachód od miejsca dawnej wsi zaczyna się pas startowy łódzkiego lotniska na Lublinku.

## Historia
Chocianowiczki były osadą karczmarską, istniejącą od końca XVII wieku, a następnie folwarkiem rolnym. Od 1867 w gminie Widzew w powiecie łaskim. W okresie międzywojennym należał do w woj. łódzkim. W 1921 roku liczba mieszkańców (z Chocianowicami) wynosiła 927. 2 października 1933 utworzono gromadę Lublinek w granicach gminy Widzew, składającą się ze wsi Lublinek i osady Chocianowiczki. Podczas II wojny światowej włączone do III Rzeszy.
Po wojnie Chocianowiczki powróciły na krótko do powiatu łaskiego woj. łódzkim, lecz już 13 lutego 1946 włączono je do Łodzi.